# Cryptaranea
Genre
Cryptaranea est un genre d'araignées aranéomorphes de la famille des Araneidae.

## Distribution
Les espèces de ce genre sont endémiques de Nouvelle-Zélande.

## Liste des espèces
Selon World Spider Catalog (version 17.0, 06/03/2016) :
- Cryptaranea albolineata (Urquhart, 1893)
- Cryptaranea atrihastula (Urquhart, 1891)
- Cryptaranea invisibilis (Urquhart, 1892)
- Cryptaranea stewartensis Court & Forster, 1988
- Cryptaranea subalpina Court & Forster, 1988
- Cryptaranea subcompta (Urquhart, 1887)
- Cryptaranea venustula (Urquhart, 1891)

## Publication originale
- Court & Forster, 1988 : The spiders of New Zealand: Part VI. Family Araneidae. Otago Museum Bulletin, vol. 6, p. 68-124.